# Chronologia chińskiej sztuki
Chronologia sztuki chińskiej okres od 3000 p.n.e. do 1911 r.
| 3000 – 1500 p.n.e. | 3000 – 1500 p.n.e. |
| --- | --- |
| Wydarzenia; szkoły filozoficzne | Rozwój kultur neolitycznych. |
| Architektura | Człowiek zamieszkuje groty, ziemianki. Pierwsze osady otoczone wałami ziemnymi. |
| Rzeźba | Figurki ludzi i zwierząt rzeźbione w kamieniu. |
| Rzemiosło | Ceramika malowana i zdobiona odciskami. |
| 1766 – 1025 p.n.e. – dynastia Shang Yin                                                                                             | |
| Wydarzenia; szkoły filozoficzne | Utworzenie organizacji państwa w dolnym biegu Żółtej Rzeki, najstarsze zabytki pisma. |
| Architektura | Powstanie pierwszych, obwarowanych miast (Zhengzhou, Anyang) na regularnym planie; budowle o konstrukcji szkieletowej (drewniane słupy, wypełnienie ścian z ubitej gliny); pałace i grobowce władców (Anyang), świątynie przodków (Luoyang). |
| Malarstwo | Fragmentarycznie zachowane malowane dekoracje na glinianych ścianach grobowców (Anyang). |
| Rzemiosło | Wyroby z brązu: broń i brązy rytualne zdobione ornamentami i napisami; przedmioty z nefrytu, jadeitu i kości; ceramika naśladująca wyroby z brąz; kamionka z zielonkawą polewą. |
| 1025 p.n.e. – 770 p.n.e. Zachodnia dynastia Zhou                                                                                    | |
| Wydarzenia; szkoły filozoficzne | Utworzenie państwa lennego. |
| Architektura | Dalszy rozwój konstrukcji drewnianych, wprowadzenie wsporników dougong. |
| Malarstwo | Malarstwo na jedwabiu (fragment sztandaru znaleziony w grobowcu w Changsha). |
| Rzemiosło | Wyroby z brązu: broń i brązy rytualne zdobione ornamentami i napisami; przedmioty z nefrytu, jadeitu i kości; ceramika naśladująca wyroby z brązu; kamionka z zielonkawą polewą. |
| 770 – 256 p.n.e. Wschodnia dynastia Zhou; 770 – 480 p.n.e. Okres Wiosen i Jesieni                                                   | |
| Wydarzenia; szkoły filozoficzne | Rozbicie państwa na niezależne, feudalne państewka; w VII wieku p.n.e.; wprowadzenie kalendarza astronomicznego (opartego na obserwacji ciał niebieskich); Powstanie taoizmu – Laozi (VI wiek p.n.e.); powstanie konfucjanizmu – Konfucjusz (551 p.n.e. – 479 p.n.e.). |
| Architektura | Dalszy rozwój konstrukcji drewnianych, częste stosowanie wsporników dougong. |
| Rzemiosło | Pojawienie się w zdobnictwie brązów scen figuralnych z polowań, wojen, uroczystości świątecznych. |
| 480 p.n.e. – 221 p.n.e. Okres Walczących Królestw                                                                                   | |
| Wydarzenia; szkoły filozoficzne | Katalog gwiazd (IV w. p.n.e.), wytop żeliwa. Powstanie licznych szkół filozoficznych: Szkoła konfucjańska: Mengzi, Xunzi; Szkoła taoistów: Zhuangzi, Yang Zhu, Liezi; Szkoła motistów: Mo Di; Szkoła wróżbiarska; Szkoła logistów: Hui Shi, Gongsun Long; Szkoła legistów: Shang Yang, Han Fei.                                                                                                   |
| Architektura | Pierwsze założenia urbanistyczne – powstanie miast Luoyang i Lucheng (V-IV wiek p.n.e.), budowle pałacowe położone w ogrodach otoczonych murami, rozpoczęcie budowy Wielkiego Muru. |
| Rzeźba | Umieszczane w grobowcach figury z drewna, brązu, gliny przedstawiające służbę i konie, modele domów. |
| Rzemiosło | Zwierciadła z brązu, rytualne przedmioty z nefrytu i jadeitu. |
| 221 p.n.e. – 207 p.n.e. dynastia Qin; 206 p.n.e. – 220 n.e. dynastia Han                                                            | |
| Wydarzenia; szkoły filozoficzne | Zjednoczenie państwa i poszerzenie zasięgu terytorialnego, utworzenie organizacji administracyjnej kraju, palenie ksiąg 213 p.n.e., powstanie jedwabnego szlaku, zastosowanie żelaza, wynalezienie papieru (105 r.) i sejsmografu (II wiek), powstanie teatru baixi. Filozofia: konfucjanizm: Dong Zhongshu; taoizm: Zhang Daoling, Wang Bi, He Yan; Opozycjoniści wobec konfucjanizmu i taoizmu. |
| Architektura | Zastosowanie w grobowcach konstrukcji łuku i kopuły. Różnorodność typów budowli (nie zachowane). |
| Rzeźba | Terakotowa armia z grobowca cesarza Shi Huangdi, rzeźby w brązie: konie, zaprzęgi; rzeźba w kamieniu: słupy i figury na drogach prowadzących do grobowców (Drogi Duchów). |
| Malarstwo | Gliniane i kamienne płyty pokryte płaskim reliefem, zdobione malowidłami ze scenami mitologicznymi i z życia codziennego, wizerunki dam dworu, strażników i koni (odnalezione w grobowcach). |
| Rzemiosło | Grubościenne naczynia ceramiczne malowane lub glazurowane, dekoracje reliefowe wzorowane na sztuce perskiej. Wyroby z laki, jedwabiu, nefrytu i jadeitu. |
| 220 – 265 Okres Trzech Królestw; 256 – 420 dynastia Jin; 420 – 589 Epoka Południowych i Północnych Dynastii; 589 – 618 dynastia Sui | |
| Wydarzenia; szkoły filozoficzne | Zbudowanie Wielkiego Kanału, rozkwit buddyzmu w IV-V w., ożywienie taoizmu i prześladowania buddyzmu (449), prześladowania taoizmu i buddyzmu (574-579); uznanie buddyzmu za religię państwową. Poezja Cao Zhi. Rozwój szkół buddyjskich: Huayan; Rozwój szkół pozostających w opozycji do szkół buddyjskich: Fan Zhen, Fu Yi.                                                                    |
| Architektura | Budowa buddyjskich świątyń kutych w skale, buddyjskie świątynie wzorowane na architekturze pałacowej wykonane z drewna, pagody z drewna, cegły, kamienia, kontynuacja budowy Wielkiego Muru, budowa mostów wiszących na żelaznych łańcuchach, użycie chomąta. |
| Rzeźba | Największy rozwój rzeźby buddyjskiej (świątynie skalne: Groty Tysiąca Buddów w Dunhuang, rzeźby w Yungang, Longmen, stele kamienne z napisami, datami. |
| Malarstwo | Malarstwo na ścianach świątyń skalnych, drewnianych, ścianach klasztorów; reforma kaligrafii, początki teorii malarstwa. |
| Rzemiosło | Wynalezienie porcelany (VI wiek); naczynia z kamionki pokryte przejrzystą zieloną glazurą; niewielkie formy rzeźbiarskie ze złoconego brązu. |
| 618 – 907 dynastia Tang | |
| Wydarzenia; szkoły filozoficzne | Budowa potęgi państwa, rozwój biurokracji państwowej, rozwój rolnictwa, złoty wiek poezji, zastosowanie druku blokowego, pierwsze encyklopedie, konstrukcja mechanicznego zegara wodnego; ok. 750 – początek upadku państwa. |
| Architektura | Rozwój urbanistyki, powstanie pierwszego milionowego miasta (Chang’an). Budowa pałaców cesarskich, klasztorów, pagód (Wielka Pagoda Dzikich Gęsi i Mała Pagoda Dzikich Gęsi). |
| Rzeźba | Kontynuacja rzeźby buddyjskiej, rzeźba w kamieniu, brązie, lace, drewnie. Figury grobowe z gliny. Malowanie i glazurowanie rzeźb z gliny. |
| Malarstwo | Malarstwo ścienne w świątyniach, malarstwo krajobrazowe, malarstwo tuszem, malarstwo związane z buddyzmem; portrety i sceny rodzajowe. |
| Rzemiosło | Rozwój techniki produkcji porcelany, naczynia z kamionki pokryte białą glazurą, wyroby ze srebra. |
| 907 – 960 Epoka Pięciu Dynastii; 960 – 1127 Północna Dynastia Song, 1127 – 1279 Południowa Dynastia Song                            | |
| Wydarzenia; szkoły filozoficzne | Rozbicie państwa na niewielkie państewka, rozwój miast. Wynalezienie prochu strzelniczego (pierwsze zastosowanie do sztucznych ogni – 969, w wojsku – 1232), wprowadzenie do druku ruchomej czcionki, użycie kompasu magnetycznego i soczewki (940, okulary – ok. 1240), rozwój literatury i teatru. Neokonfucjanizm.                                                                             |
| Architektura | Dalszy rozwój budownictwa założeń pałacowo-parkowych, świątyń buddyjskich, pagód (Biała Pagoda), podwijanie naroży dachów. Stosowanie zasad feng shui. |
| Rzeźba | Buddyjska plastyka w malowanym drewnie, liczne przedstawienia siedzących bodhisattwów (XII-XII wiek). |
| Malarstwo | Powstanie akademii i rozkwit malarstwa: krajobrazowego, pejzażowego w tuszu. Obrazy buddyjskie. Przedstawienia bambusów, ptaków, zwierząt i kwiatów. |
| Rzemiosło | Doskonalenie techniki produkcji porcelany, porcelanowe wyroby naśladujące nefryt, figurki zwierząt i ludzi. Duża liczba typów naczyń i glazur (naczynia seladonowe), produkcja naczyń monochromatycznych, oraz zdobionych rytem i malowaniem, wysoki poziom artystyczny wyrobów. |
| 1279 – 1368 mongolska dynastia Yuan                                                                                                 | |
| Wydarzenia; szkoły filozoficzne | Wpływy lamaizmu pod panowaniem dynastii mongolskiej, pobyt Marco Polo w Pekinie; liczne bunty i powstania. |
| Architektura | Rozbudowa Pekinu, odbudowa pałaców z okresu Song, powstanie licznych świątyń. |
| Rzeźba | Naśladownictwo stylu epoki Tang. |
| Malarstwo | Naśladownictwo stylu z okresu Song; malarstwo krajobrazowe, rodzajowe, przedstawienia kwiatów. Rozwój teorii malarstwa. Ilustracja tekstów literackich, barwny drzeworyt. |
| Rzemiosło | Liczne wyroby z brązu, srebra, laki, jedwabiu. Wyroby z porcelany (pojawienie się błękitno-białych naczyń). Naczynia jednobarwne i wielobarwne (przede wszystkim na eksport do Persji i Europy), figurki z porcelany. |
| 1368 – 1644 dynastia Ming | |
| Wydarzenia; szkoły filozoficzne | Stabilizacja gospodarcza i wzrost potęgi państwa. Rozwój żeglugi, handlu, również z Europą (liczne manufaktury), bunty feudalne. W filozofii nurt subiektywno-idealistyczny. |
| Architektura | Rozbudowa Pekinu (Miasto Zewnętrzne, Wewnętrzne, Zakazane Miasto), budowa wielu świątyń (Świątynia Niebios), kompleks 13 grobowców cesarskich pod Pekinem. |
| Rzeźba | Monumentalne rzeźby stawiane wzdłuż Dróg Duchów; ceramiczne rzeźby luohanów. |
| Malarstwo | Naśladownictwo stylu z okresu Song; malarstwo krajobrazowe, rodzajowe, przedstawienia kwiatów. Rozwój teorii malarstwa. Ilustracja tekstów literackich, barwny drzeworyt. |
| Rzemiosło | Liczne wyroby z brązu, srebra, laki, jedwabiu. Wyroby z porcelany (pojawienie się błękitno-białych naczyń). Naczynia jednobarwne i wielobarwne (przede wszystkim na eksport do Europy), figurki z porcelany. |
| 1644 – 1911 mandżurska dynastia Qing                                                                                                | |
| Wydarzenia; szkoły filozoficzne | Panowanie dynastii mandżurskiej (język mandżurski zostaje językiem urzędowym), cenzura i nadzór policyjny oraz tajne organizacje i powstania narodowe. Misjonarze z Europy na dworze cesarza. Upadek wartości kultury narodowej filozofii – neokonfucjański „pozytywizm”. |
| Architektura | Odbudowa zniszczonych miast, założeń pałacowych; powstanie nowych – Letni Pałac pod Pekinem. Budowa klasztorów, świątyń. Przerost ornamentyki. |
| Rzeźba | Drobne rzeźby w lace, nefrycie, kości. Liczne dekoracje rzeźbiarskie w architekturze. |
| Malarstwo | Naśladownictwo okresu Song, nowe techniki i formy malarskie (np. technika olejna), rozwój drukarstwa i ilustracji przy pomocy drzeworytu. |
| Rzemiosło | Powrót do okresu Ming i Song, dekoracja naczyń podszkliwionych w połączeniu z emaliowaniem, naczynia pięciobarwne, nadmiar dekoracji. Doskonała technika produkcji i spadek wartości artystycznej. Wyroby z laki, jedwabiu (haft jedwabny). |

## Literatura
- Sztuka świata, t. 2, Wydawnictwo Arkady, ISBN 83-213-3508-X.